# SN 2006ig
SN 2006ig – supernowa typu Ia odkryta 11 września 2006 roku w galaktyce A041021+1328. W momencie odkrycia miała maksymalną jasność 19,20m.